# Чемпионат Параны по футболу
Чемпионат Параны по футболу (порт.-браз. Campeonato Paranaense de Futebol) — чемпионат штата Парана (Бразилия) по футболу. Проводится под эгидой Федерации футбола штата Парана (ФПФ) (порт.-браз. Federação Paranaense de Futebol). Высший дивизион чемпионата штата Парана называется Золотая серия (порт.-браз. Série Ouro), худшие команды по итогам первенства вылетают в Серебряную серию (порт.-браз. Série Prata). Согласно рейтингу КБФ, на 2025 год чемпионат Параны занимает 5-е место по силе в Бразилии.

## История
Впервые чемпионат штата Парана прошёл в 1915 году. За время проведения соревнований многие из команд прекратили своё существование. В основном это происходило путём объединения с другими клубами; также объединялись клубы, на счету которых уже были чемпионские титулы. Таким образом, несмотря на официально существующую статистику чемпионств команд, к ней следует подходить критически. К примеру, первый чемпион штата, клуб «Интернасьонал» (Куритиба) в 1924 году объединился с чемпионом штата 1917 года, клубом «Америка» (Куритиба). Появившийся в результате слияния «Атлетико Паранаэнсе» может справедливо рассматривать эти два чемпионства в качестве своих трофеев. Особенно изобилует слиянием команд-чемпионов история клуба «Парана», формально появившегося лишь в 1989 году, но фактически вобравшего в себя путём объединения всю историю команд, суммарно выигравших 28 чемпионатов.
Однако даже с учётом подсчёта результатов команд-соперников по альтернативной системе (то есть если суммировать все титулы клубов до объединений), явным лидером за прошедший период останется клуб «Коритиба» с 38-ю титулами.
Оба традиционно сложившихся клуба-гранда штата по одному разу становились чемпионами Бразилии, а «Атлетико Паранаэнсе» в 2005 году пробился в финал Кубка Либертадорес, существенно повысив статус и престиж футбола штата Парана (до того в финалах главного клубного турнира Южной Америки от Бразилии участвовали лишь представители «Большой четвёрки» штатов). В 2018 году «Атлетико» первым из клубов своего штата выиграл международный трофей — Южноамериканский кубок.

## Значение слова «Паранаэнсе»
Слово «Паранаэнсе» — прилагательное от названия Парана. Этим обусловлено и сходство названия чемпионата Паранаэнсе (то есть первенства штата Параны) и клуба «Атлетико», одного из грандов футбола штата, у которого добавляется слово «Паранаэнсе» для отличия от других команд со схожим названием (в первую очередь от «Атлетико Минейро» из штата Минас-Жерайс)

## Чемпионы
- 1915 — Интернасьонал (Куритиба)
- 1916 — Коритиба
- 1917 — Америка (Куритиба)
- 1918 — Британия (Куритиба)
- 1919 — Британия (Куритиба)
- 1920 — Британия (Куритиба)
- 1921 — Британия (Куритиба)
- 1922 — Британия (Куритиба)
- 1923 — Британия (Куритиба)
- 1924 — Палестра Италия (Кур.)
- 1925 — Атлетико Паранаэнсе
- 1926 — Палестра Италия (Кур.)
- 1927 — Коритиба
- 1928 — Британия (Куритиба)
- 1929 — Атлетико Паранаэнсе
- 1930 — Атлетико Паранаэнсе
- 1931 — Коритиба
- 1932 — Палестра Италия (Кур.)
- 1933 — Коритиба
- 1934 — Атлетико Паранаэнсе
- 1935 — Коритиба
- 1936 — Атлетико Паранаэнсе
- 1937 — Ферровиарио (Куритиба)
- 1938 — Ферровиарио (Куритиба)
- 1939 — Коритиба
- 1940 — Атлетико Паранаэнсе
- 1941 — Коритиба
- 1942 — Коритиба
- 1943 — Атлетико Паранаэнсе
- 1944 — Ферровиарио (Куритиба)
- 1945 — Атлетико Паранаэнсе
- 1946 — Коритиба
- 1947 — Коритиба
- 1948 — Ферровиарио (Куритиба)
- 1949 — Атлетико Паранаэнсе
- 1950 — Ферровиарио (Куритиба)
- 1951 — Коритиба
- 1952 — Коритиба
- 1953 — Ферровиарио (Куритиба)
- 1954 — Коритиба
- 1955 — Монти Алегри
- 1956 — Коритиба
- 1957 — Коритиба
- 1958 — Атлетико Паранаэнсе
- 1959 — Коритиба
- 1960 — Коритиба
- 1961 — Комершал
- 1962 — Лондрина
- 1963 — Гремио Маринга
- 1964 — Гремио Маринга
- 1965 — Ферровиарио (Куритиба)
- 1966 — Ферровиарио (Куритиба)
- 1967 — Ферровиарио (Куритиба)
- 1968 — Коритиба
- 1969 — Коритиба
- 1970 — Атлетико Паранаэнсе
- 1971 — Коритиба
- 1972 — Коритиба
- 1973 — Коритиба
- 1974 — Коритиба
- 1975 — Коритиба
- 1976 — Коритиба
- 1977 — Гремио Маринга
- 1978 — Коритиба
- 1979 — Коритиба
- 1980 — Колорадо (Куритиба) и Каскавел[1]
- 1981 — Лондрина
- 1982 — Атлетико Паранаэнсе
- 1983 — Атлетико Паранаэнсе
- 1984 — Пинейрос (Куритиба)
- 1985 — Атлетико Паранаэнсе
- 1986 — Коритиба
- 1987 — Пинейрос (Куритиба)
- 1988 — Атлетико Паранаэнсе
- 1989 — Коритиба
- 1990 — Атлетико Паранаэнсе
- 1991 — Парана
- 1992 — Лондрина
- 1993 — Парана
- 1994 — Парана
- 1995 — Парана
- 1996 — Парана
- 1997 — Парана
- 1998 — Атлетико Паранаэнсе
- 1999 — Коритиба
- 2000 — Атлетико Паранаэнсе
- 2001 — Атлетико Паранаэнсе
- 2002 — Ирати[2]
- 2002 — Атлетико Паранаэнсе[3]
- 2003 — Коритиба
- 2004 — Коритиба
- 2005 — Атлетико Паранаэнсе
- 2006 — Парана
- 2007 — Паранаваи
- 2008 — Коритиба
- 2009 — Атлетико Паранаэнсе
- 2010 — Коритиба
- 2011 — Коритиба
- 2012 — Коритиба
- 2013 — Коритиба
- 2014 — Лондрина
- 2015 — Операрио Ферровиарио
- 2016 — Атлетико Паранаэнсе
- 2017 — Коритиба
- 2018 — Атлетико Паранаэнсе
- 2019 — Атлетико Паранаэнсе
- 2020 — Атлетико Паранаэнсе
- 2021 — Лондрина
- 2022 — Коритиба
- 2023 — Атлетико Паранаэнсе
- 2024 — Атлетико Паранаэнсе

## Достижения клубов

### Официально
- Коритиба — 39
- Атлетико Паранаэнсе (Куритиба) — 28
- Ферровиарио (Куритиба) — 8
- Парана (Куритиба) — 7
- Британия (Куритиба) — 7
- Лондрина (Лондрина) — 5
- Гремио Маринга (Маринга), Агуа Верди/Пинейрос (Куритиба), Палестра Италия (Куритиба) — по 3
- Операрио Ферровиарио (Понта-Гроса), Ирати (Ирати), Каскавел (Каскавел), Колорадо (Куритиба), Монти Алегри (Телемаку-Борба), Комершал (Корнелиу-Прокопиу), Америка (Куритиба), Интернасьонал (Куритиба), Паранаваи (Паранаваи) — по 1

### Альтернативный подсчёт
- Коритиба — 39
- Парана + (Колорадо + (Британия + Палестра Италия + Ферровиарио) + Савойя Агуа Верди/Пинейрос) = 7 + (1 + (7+3+8) + 3) = 30
- Атлетико Паранаэнсе + (Америка + Интернасьонал) = 26 + (1+1) = 28
- Лондрина — 5
- Гремио Маринга — 3
- Операрио Ферровиарио, Ирати, Каскавел, Монти Алегри, Комершал, Паранаваи — по 1